# ランベス会議

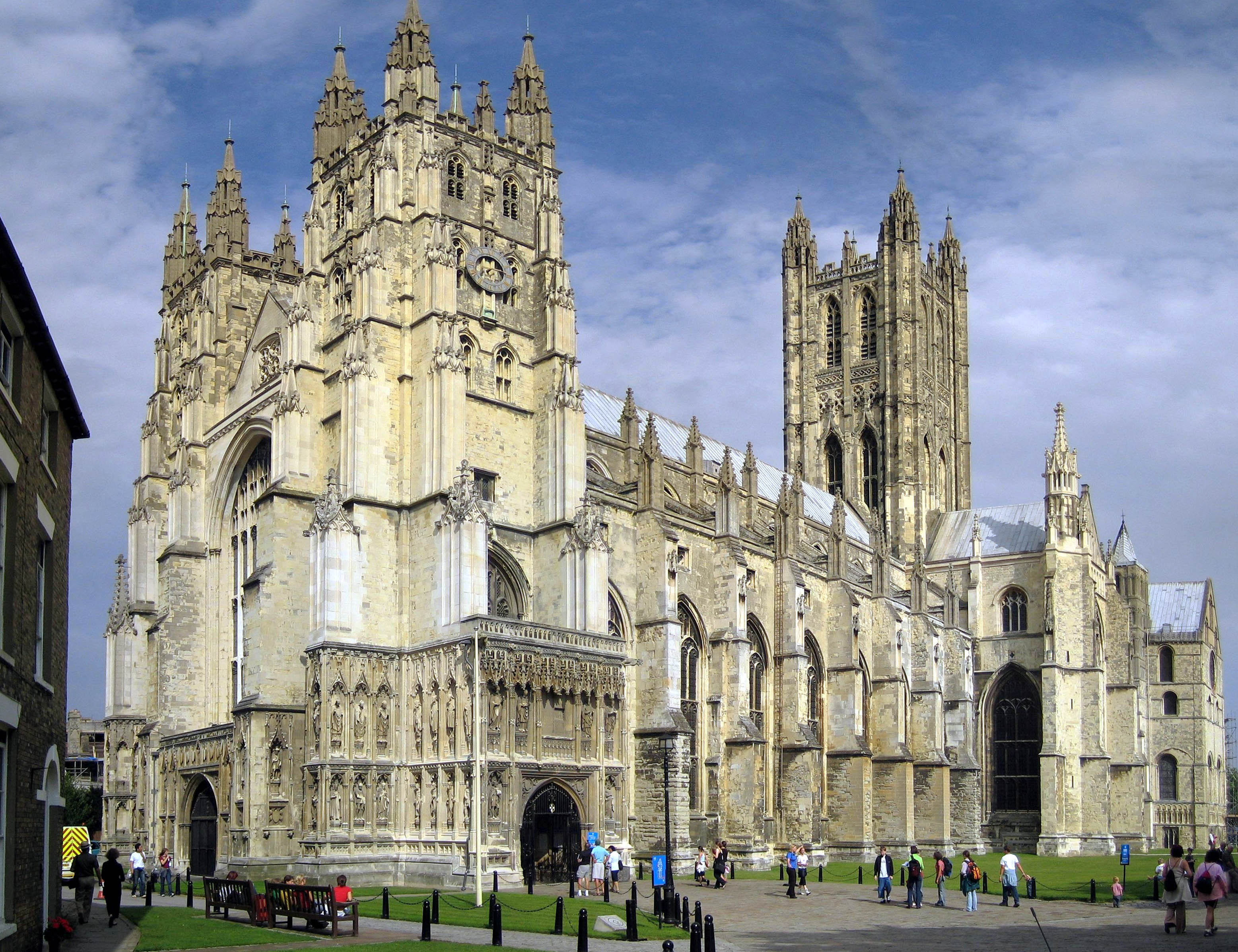
最近のランベス会議はカンタベリー大聖堂近くのケント大学カンタベリー・キャンパスで行われる。

ランベス会議（ランベスかいぎ、英語：Lambeth Conference）は、10年ごとに全世界のアングリカン・コミュニオンに所属する聖公会の主教がカンタベリー大主教に招かれて行う会議。一堂に集まって、お互いに学びあうのが目的で、たとえ決議が採択されても、不賛成者に拘束力はない。

## 概要
ランベス会議は10年ごとに、全世界のアングリカン・コミュニオンに所属する聖公会の主教がカンタベリー大主教に招かれて行う会議で、様々な意見を交換し、お互いに理解を深め、学びあうのが目的である。
1867年に第一回が開催され、その後何回かはロンドンにある、カンタベリー大主教の公邸・ランベス宮殿（Lambeth Palace）で開かれたのでそう呼ばれているが、その後は出席者が多くなったのでケント大学のカンタベリー・キャンパスで行われている。

### 第1回（1867年）
ロングリー（Charles Thomas Longley）・カンタベリー大主教のもとで行われ、主教76名が出席した。

### 第10回（1968年）
マイケル・ラムゼイ（Michael Ramsey）大主教が招いて行われ、462名の主教が出席した。ランベス宮殿以外の場所で初めて開催された。

### 第11回（1978年）
ドナルド・コガン（Donald Coggan）大主教が招いて行われ、440名の主教が出席した。初めてケント大学を会場として開催された。

### 第12回（1988年）
ロバート・ランシー（Robert Runcie）大主教が招いて行われ、518名の主教が出席した。

### 第13回（1998年）
7月18日から8月9日まで、ジョージ・ケアリー（George Carey）大主教が招いて行われ、出席した794名の主教のうち、初めて女性主教11名が参加した。

### 第14回（2008年）
7月15日から8月3日まで、ローワン・ウィリアムズ（Rowan Williams）大主教が招いて、全現職主教880名の約4分の3に当たる660人が参加して行われた。直前、性の問題に関するアメリカ聖公会などの動きに反対する「保守強硬派」300人がエルサレムでガフコンGAFCON（Global Anglican Future Conference）を開いたが、その半数もランベス会議には参加した。　ナイジェリアとウガンダの主教は参加しなかった。日本聖公会からも参加している。
今回は「ランベス・レポート」は発表されなかった。その代わりに、各分科会「インダバ」（アフリカのズールー語で、何か問題があれば長老に招かれて住民が相談する会議のこと）の記録をまとめた「リフレクション」（40ページ）が発表されている。この会議のあと、「ミレニアム開発目標を守れ」と、主教たちがロンドンで街頭デモも行ない、ランベス宮殿でゴードン・ブラウン首相に要望書を手渡したりして、注目を集めた。

### 第15回 (2022年)
7月26日から8月8日まで、ジャスティン・ウェルビー（Justin Welby）の招集のもとに行われた。当初第15回ランベス会議は、2020年に開催される予定だった 。しかし、同性愛の聖職や女性主教に関する意見の対立などにより2年延期され、さらに新型コロナウイルスの影響でもう2年延期され、4年遅れでの開催となった。
第15回会議のテーマは「神の世界のための神の教会」で、このテーマのもと主教らは共に祈り、主題聖書箇所となっている新約聖書のペトロの手紙を中心に聖書を学び、気候変動や科学の進歩、キリスト教会の一致、宗教間協力まで、グローバル社会が直面する主要な課題について話し合った。

## 参考
1. ↑  ローレンス三鍋裕主教（もと総主事）の「ランベス会議2008」（日本聖公会横浜教区報、2008年11月号）
2. ↑   "Church Times"：2016年1月22日
3. ↑  “ランベス会議、１４年ぶり開催 世界１６５カ国から聖公会主教６００人以上が参加”. クリスチャントゥデイ (2022年8月1日). 2024年5月11日閲覧。